# Joseph Loth
Pour les articles homonymes, voir Loth (homonymie).
Joseph Loth, né à Guémené-sur-Scorff le 27 décembre 1847 et mort à Paris le 1er avril 1934, est un linguiste et historien français qui s'est particulièrement intéressé aux langues celtiques, dont le breton.

## Biographie
Après avoir fait ses études à Sainte-Anne-d'Auray, il devient enseignant à Pontivy, puis à Quimper et Saumur jusqu’à la guerre de 1870. À la fin du conflit, il reprend son métier dans des établissements parisiens. C'est à cette époque qu'il fait la connaissance de Henri d'Arbois de Jubainville, qui l'incite à étudier les langues celtiques. En 1883, il est nommé à la faculté des lettres de Rennes, où il enseigne les langues celtiques. Cette même année, il fonde les Annales de Bretagne, revue dans laquelle il publie de nombreux textes et dont il assume la direction jusqu'en 1910. Il est nommé professeur au Collège de France en 1910 et il est élu membre de l'Académie des inscriptions et belles-lettres en 1919.
Joseph Loth a publié de nombreux textes dans la Revue celtique, réédité le dictionnaire de Pierre de Chalons, préfacé Jean-Pierre Calloc'h, et traduit en français des textes d'autres langues celtiques (Mabinogion). 
L’Académie française lui décerne le prix Langlois en 1890 pour ces traductions.
Contrairement à beaucoup de ses pairs, c'était un partisan de l'étude précise des dialectes.
Joseph Loth prit la suite de Henri d'Arbois de Jubainville à la tête de la Revue Celtique avec, comme directeurs-adjoints et collaborateurs, Georges Dottin, Émile Ernault et Joseph Vendryes, titulaire de la chaire de langues et littératures celtiques à l'École pratique des hautes études. Georges Dottin fut remplacé à son décès par Marie-Louise Sjoestedt
Après le décès de Joseph Loth, annoncé et commenté dans un élogieux texte nécrologique en tête du fascicule 1-2 du premier trimestre de 1934 de la Revue Celtique, Joseph Vendryes fonda la revue Études celtiques. Son nom a été donné en 1947 au lycée Joseph Loth à Pontivy où il fut surveillant.
On parle de la ligne Loth pour faire référence à ses travaux sur la toponymie en Bretagne, cette ligne marquant la limite orientale à partir de laquelle on ne trouve plus trace significative de noms de lieux d'origine bretonne.

## Écrits
- L'Émigration bretonne en Armorique du Ve au VIIe siècle de notre ère, Rennes, 1883, réédition Slatkine Reprints Paris-Genève-Gex 1980  (ISBN 2-05-100102-2), consultable sur la bibliothèque numérique de l'Université Rennes 2
- Vocabulaire vieux-breton, avec commentaire, contenant toutes les gloses en vieux-breton, gallois, cornique, armoricain, connues, précédé d'une introduction sur la phonétique du vieux-breton et sur l'âge et la provenance des gloses, F. Wieveg, 1884, consultable sur la bibliothèque numérique de l'Université Rennes 2
- Remarques sur le bas vannetais, 1886
- Le Mabinogi de Kulhwch et Olwen, tiré à part de la Revue de Bretagne et de Vendée, mars / avril / mai 1888, Éd. Prud'homme, Saint-Brieuc, consultable sur la bibliothèque numérique de l'Université Rennes 2
- Le nom de Laënnec, un cas difficile d'onomastique, s.d. consultable sur la bibliothèque numérique de l'Université Rennes 2
- Deux ouvrages en gallois sur la littérature galloise l'un allant de 1350 à 1600 sur la poésie, l'autre de 1540 à 1660 sur la prose par W. J. Gruffydd, s.d. consultable sur la bibliothèque numérique de l'Université Rennes 2
- Le Mystère des Trois Rois, s.d. consultable sur la bibliothèque numérique de l'Université Rennes 2
- Le Dialecte de l'Île aux Moines, 1893, (réédité et corrigé par Patrick Le Besco, Ar Skol vrezoneg/Emgleo Breiz, Brest, 1999)
- Chrestomathie bretonne
- De vocis Aremoricae usque ad sextum post Christum natum saeculum forma atque significatione : Facultati Litterarum Parisiensi thesim proponebat, 1833, consultable sur la bibliothèque numérique de l'Université Rennes 2
- L'inscription bretonne à Trémaouézan, 19.., consultable sur la bibliothèque numérique de l'Université Rennes 2
- La métrique du moyen breton, 19... consultable sur la bibliothèque numérique de l'Université Rennes 2
- La civitas Coriosolitum d'après de nouvelles découvertes épigraphiques, 19.., 11 pages, consultable sur la bibliothèque numérique de l'Université Rennes 2
- Le sens de  Nepos dans deux inscriptions latines de l'ïle de Bretagne / Joseph Loth, 19.., 12 pages, consultable sur la bibliothèque numérique de l'Université Rennes 2
- apud Henri d'Arbois de Jubainville, Cours de littérature celtique (12 volumes)
  - tome 3, Les Mabinogion, contes gallois, trad. J. Loth, t. 1, 1889
  - tome 4, Les Mabinogion, contes gallois, trad. J. Loth, t. 2 (1889). Les Mabinogion du Livre rouge de Hergest, avec les variantes du Libre blanc de Rhydderch, trad. du gallois (1889, 1913), rééd. Genève, Slatkine, 1975, 436-478 p.
  - tome 9, , La métrique galloise depuis les plus anciens textes jusqu'à nos jours (par J. Loth), 1900
  - tome 10, , La métrique galloise du IXe à la fin du XIVe siècle. Première partie : Laisses et strophes ; Cynghanedd vocalique (par J. Loth), 1901
  - tome 11, , La métrique galloise du IXe à la fin du XIVe siècle. Deuxième partie : Cynghanedd consonantique ; rytme ; métrique bretonne-armoricaine, cornique, irlandaise : origines et traits caractéristiques de la métrique celtique, par J. Loth, 1902